# Kobyla (Kornowac)

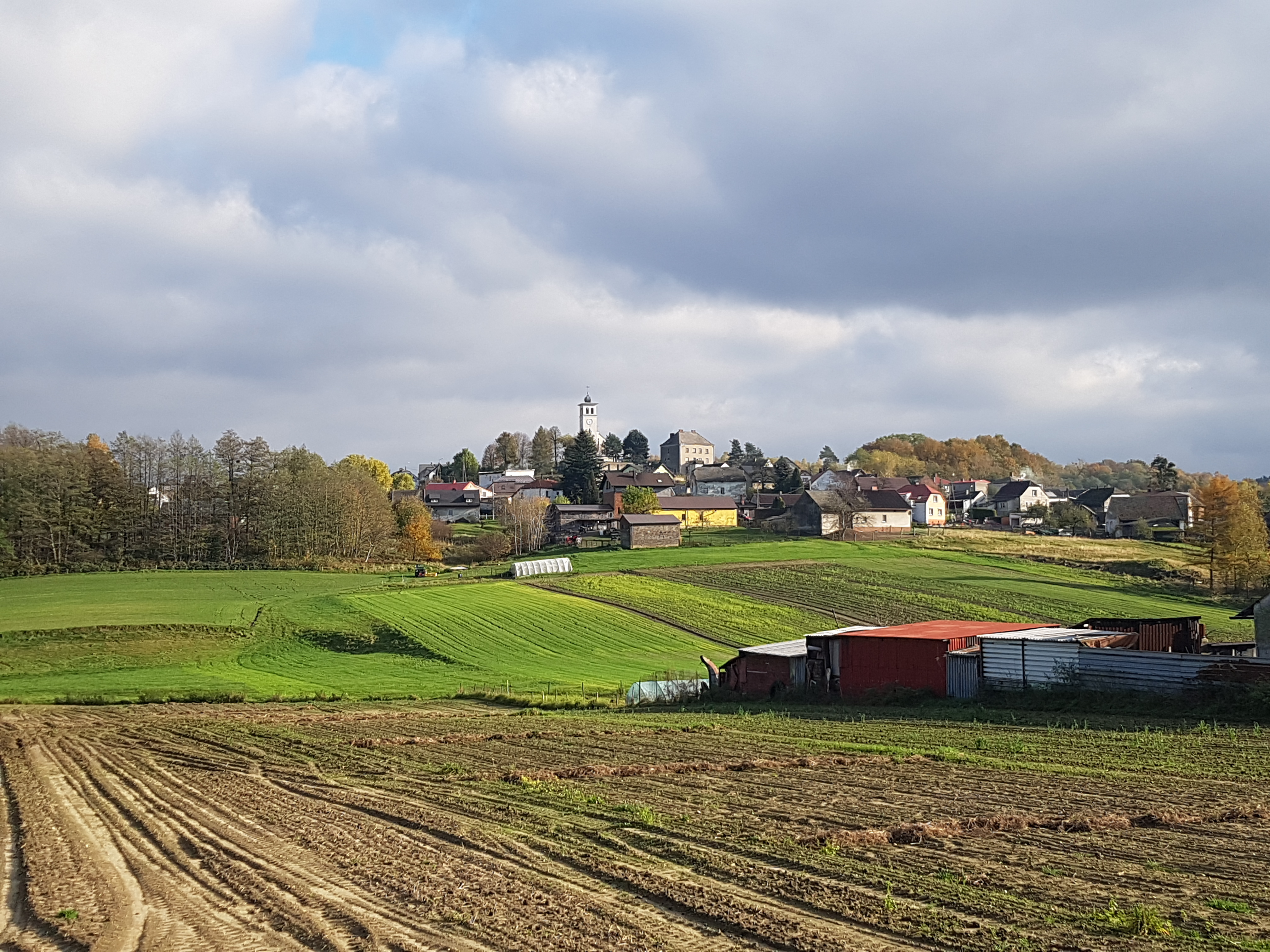
Kobyla (2020)

Kobyla (deutsch Wilhelmsthal) ist ein Dorf in der Landgemeinde Kornowac im Powiat Raciborski der polnischen Woiwodschaft Schlesien.

## Geografische Lage
Kobyla liegt 2 Kilometer nordwestlich von Kornowatz, hoch über der Oder. Wegen dieser Lage wird das Dorf sehr oft als Aussichtspunkt genutzt, von welchem sich prachtvolle Aussichten auf die ganze Gegend vorzeigen. Von Kobyla kann man ganz Ratibor sehen, aber auch die Dörfer westlich und nördlich von der Stadt. Außerdem kann man auch die lubowitzer Hügel sehen und den Sankt Annaberg. Durch Kobyla fließt der Strahl Żabnica, auch als Bodek bekannt.

## Geschichte
Der Name Kobyla kommt laut der Legende von dem herzoglichen Pferdestall, der hier seine Pferde auf den Wiesen gefüttert hat. Zum ersten Mal wurde das Dorf als Cobela  1272 erwähnt in einem Dokument der ratiborer Kastellanei. Bei Kobyla sollte 1683 der polnische König Jan III. Sobieski kampieren, als er auf dem Weg nach Wien zur Schlacht am Kahlenberg war.
In Kobyla ist 1900 der Fechter Teodor Zaczyk geboren. Er war polnischer Olympiasieger von Berlin 1936 und London 1948.

## Sehenswertes
Marienkirche von 1935, eingeweiht in 1940

Friedhof bei der Kościelna-Straße, wo sich ein Denkmal der Gefallenen während der Aufstände in Oberschlesien und der Getöteten in nationalsozialistischen Konzentrationslagern befindet. Außerdem gibt es hier auch eine Grabstätte, wo Deutsche Soldaten vom Zweiten Weltkrieg liegen.